# 巴黎公社社员墙

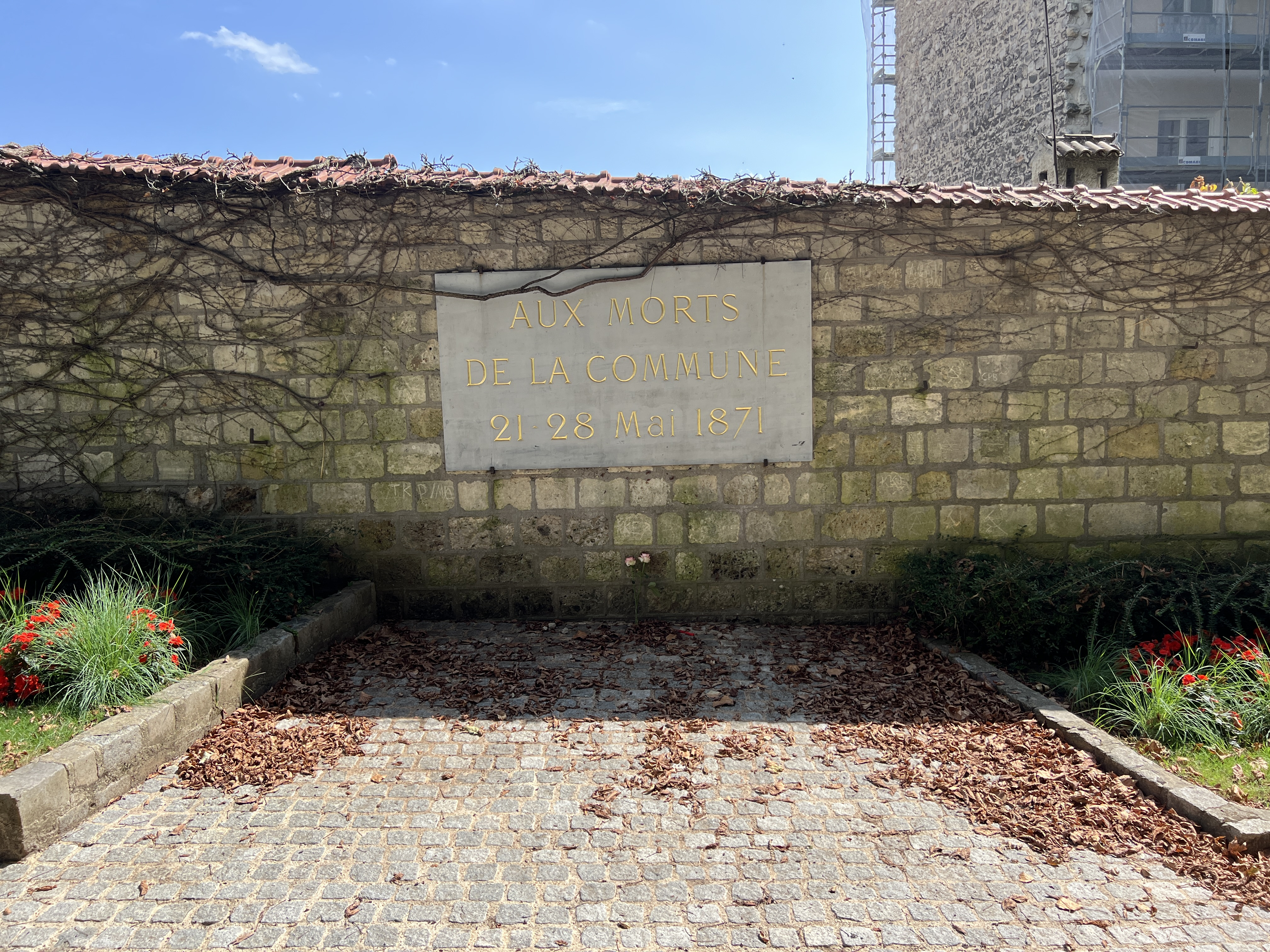
巴黎公社社员墙

巴黎公社社员墙（法语：Mur des Fédérés）坐落在法國巴黎的拉雪兹神父公墓。

## 历史
在1871年5月28日，147名巴黎公社战士在这座墙前被枪杀并被遗尸在墙脚下的水沟里。对于法国左翼人士，特别是社会主义者和共产主义者来说，这座墙成为了人民争取自由和理想的象征。很多参加过二战法国抵抗组织的法国共产党领导人，死后都安葬在巴黎公社社员墙附近。
48°51′35″N 2°23′59″E / 48.85972°N 2.39972°E